# Revolta camponesa croata-eslovena

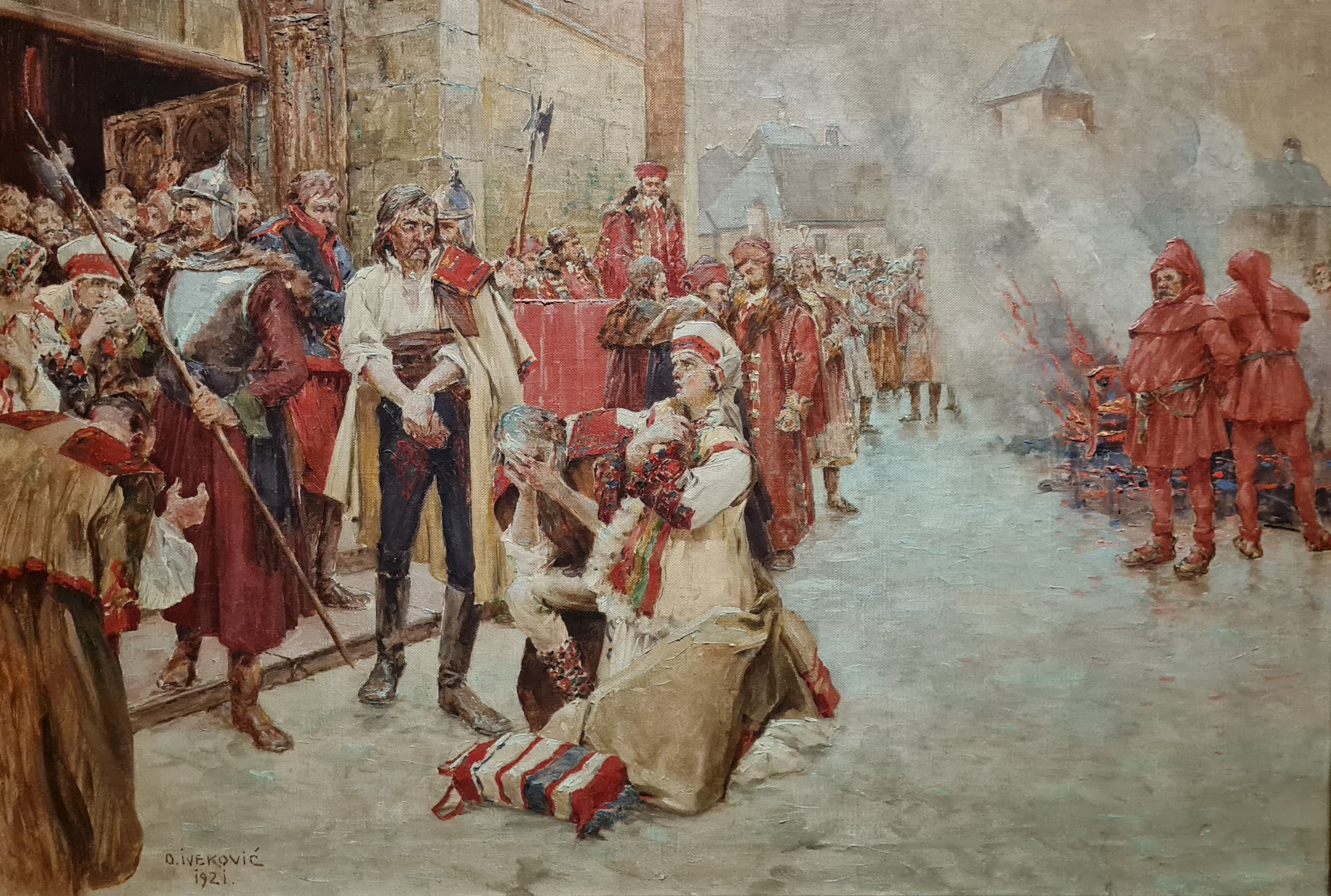
Execução de Matija Gubec, um dos líderes da revolta camponesa croata-eslovena de 1573, na praça em frente à Igreja de São Marcos, em Zagreb.

A revolta camponesa croata-eslovena, também conhecida como: a Revolta Camponesa de Gubec de 1573, foi uma grande revolta camponesa no território que, atualmente, pertence à Croácia e à Eslovênia. A revolta foi causada pelo modo cruel como o Barão Ferenc Tahy tratava os servos e terminou após 12 dias, com a derrota dos rebeldes e uma retaliação sangrenta da nobreza.

## História
No final do Século XVI, a ameaça de incursões otomanas prejudicou a economia das fronteiras do sul do Sacro Império Romano-Germânico e os senhores feudais aumentaram continuamente suas exigências sobre o campesinato. Em um condado ao norte de Zagreb, isso foi agravado pelo modo cruel como o Barão Ferenc Tahy tratava os servos e suas disputas com os barões vizinhos por terras, que, a partir de 1564, se transformaram em conflitos armados.
Nesse contexto, os camponeses, após perceberem que as diversas reclamações dirigidas ao imperador não eram ouvidas, conspiraram para se rebelar com seus pares das províncias vizinhas de Estíria e Carníola. A revolta também contou com o apoio das classes mais baixas dos habitantes das cidades da região.
No 28 de janeiro de 1573, a rebelião estourou simultaneamente em diversas localidades onde a conspiração havia se espalhado. O programa político dos rebeldes era substituir a nobreza por funcionários camponeses que responderiam diretamente ao imperador e abolir todas as propriedades feudais e obrigações para com os Igreja Católica Romana. Um governo camponês foi formado, liderado por Matija Gubec, Ivan Pasanec e Ivan Mogaić. Planos de longo alcance foram traçados, incluindo a abolição das fronteiras provinciais, a abertura de rodovias para o comércio e o autogoverno dos camponeses.
Ilija Gregorić, líder militar dos rebeldes, planejou uma extensa operação militar para garantir a vitória da revolta. Cada família camponesa forneceu um homem para seu exército, que teve algum sucesso inicial; seus objetivos revolucionários alarmaram a nobreza, que organizou exércitos para derrotar os rebeldes. Os rebeldes usaram uma rede de informantes que retransmitiram as informações sobre os movimentos das unidades inimigas; por outro lado, espiões entre os próprios camponeses repassavam aos nobres, informações sobre a difusão da rebelião.
Em 5 de fevereiro, o capitão Uskok e barão Josip Turn lideraram um exército de 500 soldados, oriundos de Kostanjevica, aos quais se juntaram e alguns soldados alemães, que derrotou um destacamento rebelde liderado por de Nikola Kupinič em Krško (na Baixa Estíria). Essa foi a primeira grande derrota rebelde e enfraqueceu a rebelião em Carniola e na Estíria.
No dia 6 de fereiro, outra força rebelde foi derrotada perto de Samobor.
No dia 9 de fevereiro, ocorreu a Batalha de Stubičko Polje, na qual Gubec e seus 10.000 homens foram derrotados após quatro horas de combates. Como resultado, a revolta foi encerrada e Gubec foi capturado.
A punição dos rebeldes foi brutal: além dos 3.000 camponeses que morreram na batalha, muitos cativos foram enforcados ou mutilados. Matija Gubec foi publicamente torturado e executado no dia 15 de fevereiro. Os oficiais: Petar Ljubojević, Vuk Suković e Dane Bolčeta (que eram ortodoxos) e Juraj Martijanović e Tomo Tortić (católicos) foram todos condenados à prisão perpétua e perderam todos os seus bens. Mogaić foi morto na batalha final, e Pasanec provavelmente foi morto em uma das escaramuças no início de fevereiro. Gregorić conseguiu escapar, mas foi capturado em semanas, levado a Viena para interrogatório e executado em Zagreb em 1574.

## Legado
Os acontecimentos relacionados à revolta liderada por Gubec inspiraram muitos escritores e artistas, incluindo os escritores Miroslav Krleža e August Šenoa, o poeta Anton Aškerc e os escultores Antun Augustinčić e Stojan Batič.
Em 1975, o diretor croata Vatroslav Mimica produziu o filme: "Anno Domini 1573", que era ambientado na história da revolta. Depois, também dirigiu uma série de televisão em quatro partes sobre o tema.
Em 1975, também foi produzida a primeira ópera rock croata: "Gubec-beg", que também se inspirou nos acontecimentos da revolta.
Há museus dedicados à revolta, dentre eles: um museu perto do Castelo Oršić em Gornja Stubica e outro em Krško (Eslovênia).
A partir de 2008, é realizada, anualmente, uma reconstituição da Batalha de Stubičko polje. Esse evento, se tornou uma das mais populares reconstituições históricas da Croácia.